# Phomopsis lirellata
Phomopsis lirellata är en svampart som först beskrevs av Pier Andrea Saccardo, och fick sitt nu gällande namn av Grove 1935. Phomopsis lirellata ingår i släktet Phomopsis och familjen Diaporthaceae.   Inga underarter finns listade i Catalogue of Life.